# Elecciones generales en Aruba de 2009

Estadísticas de las elecciones de Aruba

Las elecciones generales en Aruba se realizaron el 25 de septiembre de 2009 para elegir a los 21 miembros de los Estados (parlamento de Aruba). Son las séptimas elecciones que se realizan sobre los Estados desde que el gobierno holandés otorgó a Aruba el estatus de región autónoma en el Reino de los Países Bajos en 1986.
Los miembros de los Estados son electors por cuatro años bajo un sistema de elección de representación proporcional, en donde cada partido presenta hasta 29 candidatos en su lista de partido. El partido o coalición que obtenga la mayoría elige al primer ministro. Anterior a la elección el Movimiento Electoral del Pueblo era el partido gobernante, con once escaños. El principal partido de oposición fue el Partido del Pueblo Arubano con ocho escaños, mientras que la Red Electoral Democrática y el Movimiento Patriótico Arubano poseían un escaño respectivamente.
En estas elecciones participaron ocho partidos y el padrón electoral era de 64.600 votantes. Las encuestas indicaban que el Partido del Pueblo Arubano ganaría las elecciones, con una campaña que prometía reducir la inflación y abolir un impuesto sobre negocios locales. El Movimiento Electoral del Pueblo abogaba por diversificar la economía y reducir la deuda y el costo de la vida.
Un 85% de los votantes participaron sin incidentes. El Partido del Pueblo Arubano, liderado por Mike Eman, obtuvo el 48% de los votos y doce escaños en los Estados, por lo que se convertiría en el 5.º primer ministro de Aruba con una mayoría absoluta. El Movimiento Electoral del Pueblo obtuvo el 36% de los votos y ocho escaños, mientras que el Partido Democracia Real obtuvo el escaño faltante.
Con estos resultados el primer ministro saliente, Nelson Oduber, termina su gobierno de ocho años consecutivos y declaró que la derrota del Movimiento Electoral del Pueblo se debió a la interferencia de los Países Bajos en los asuntos internos de Aruba, sobre las intenciones de las autoridades holandeses de investigar la corrupción en la isla.